# Saint-Pierre-Langers
Saint-Pierre-Langers é uma comuna francesa na região administrativa da Normandia, no departamento Mancha. Estende-se por uma área de 8,5 km². Em 2010 a comuna tinha 629 habitantes (densidade: 74 hab./km²).